# Діброва (заповідне урочище, Ківерцівський район)
Дібро́ва — заповідне урочище (лісове) в Україні. Розташоване в межах Луцького району Волинської області, неподалік від міста Ківерці. 
Площа 24,8 га. Статус надано згідно з рішенням Волинської обласної ради № 12/4 від 04 листопада 1997 року. Перебуває у віданні філії «Ківерцівське лісове господарство», Ківерцівське л-во, кв. 106, вид. 1, 6, кв. 128, вид. 1, 2. 
Статус надано для збереження цінних високобонітетних сосново-дубових насаджень віком 140—170 років, де зростає підсніжник звичайний, занесений до Червоної книги України.

## Галерея

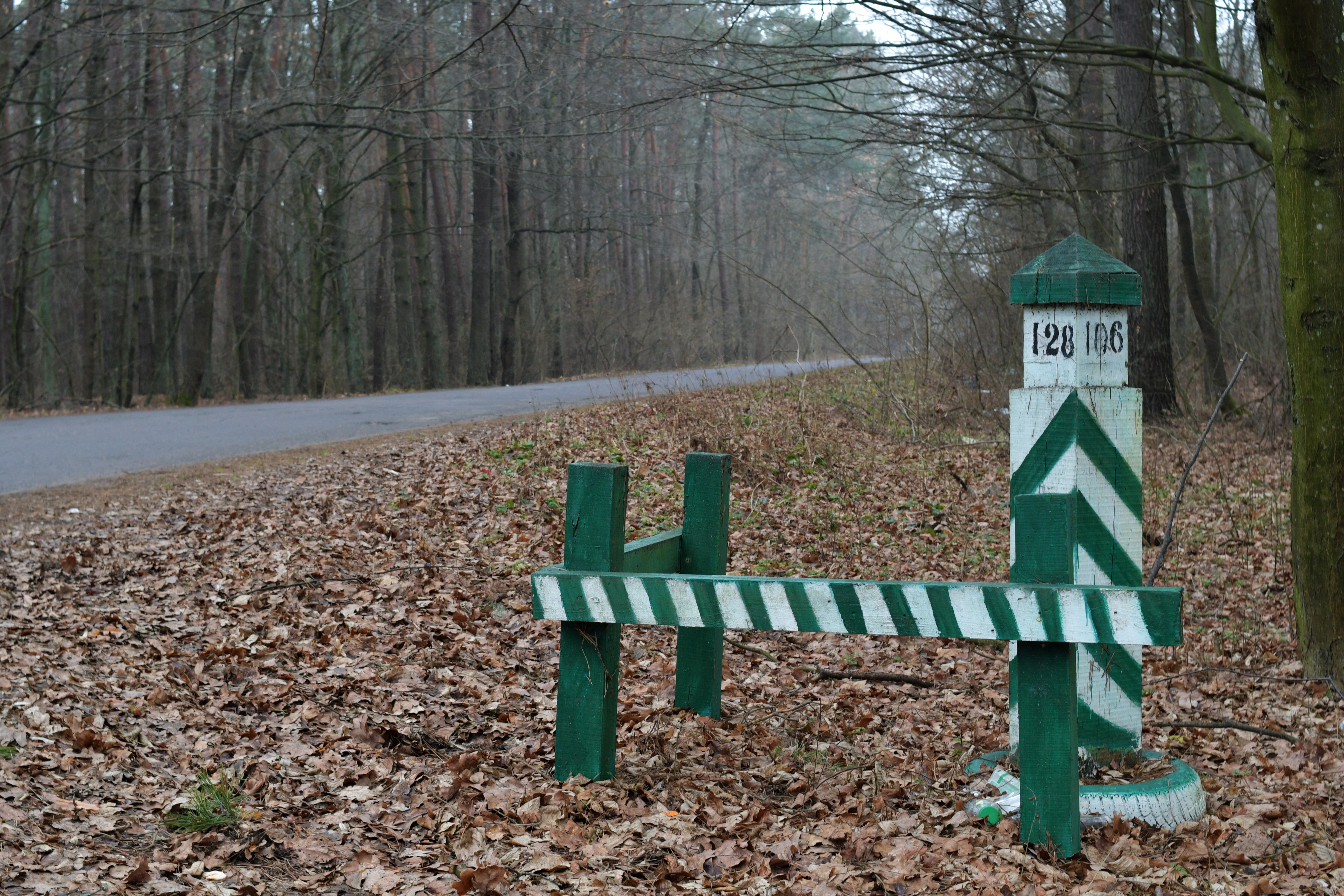
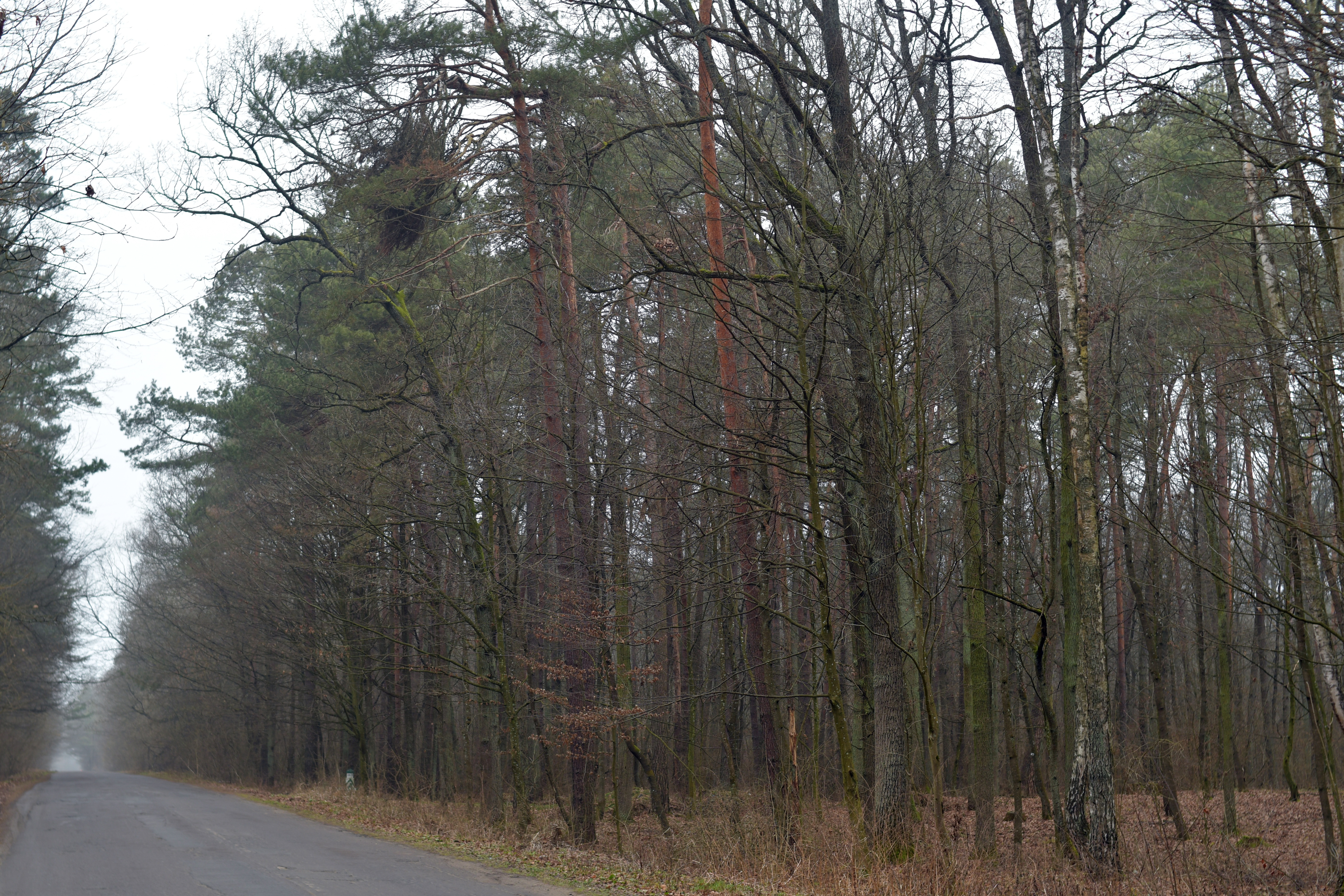
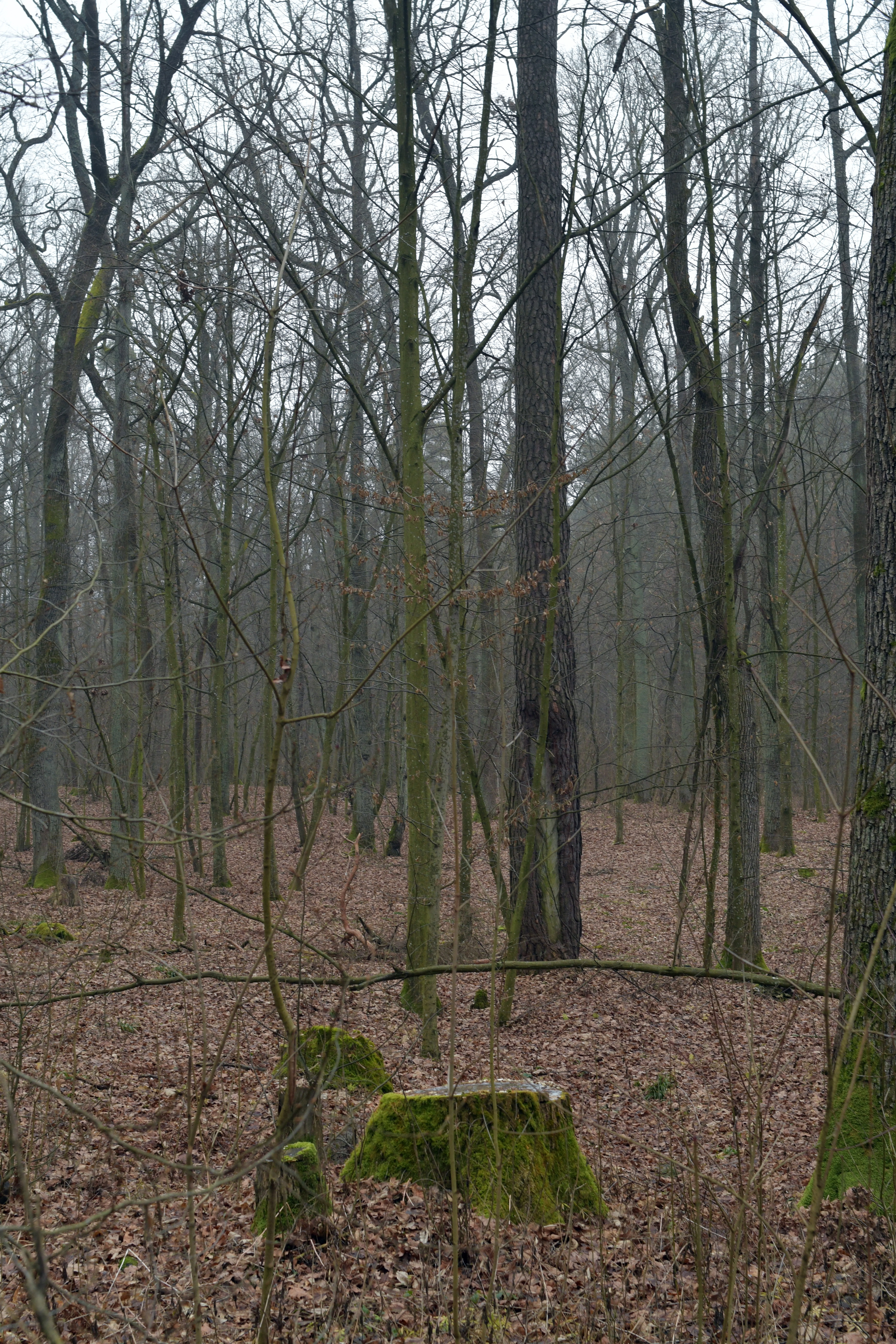
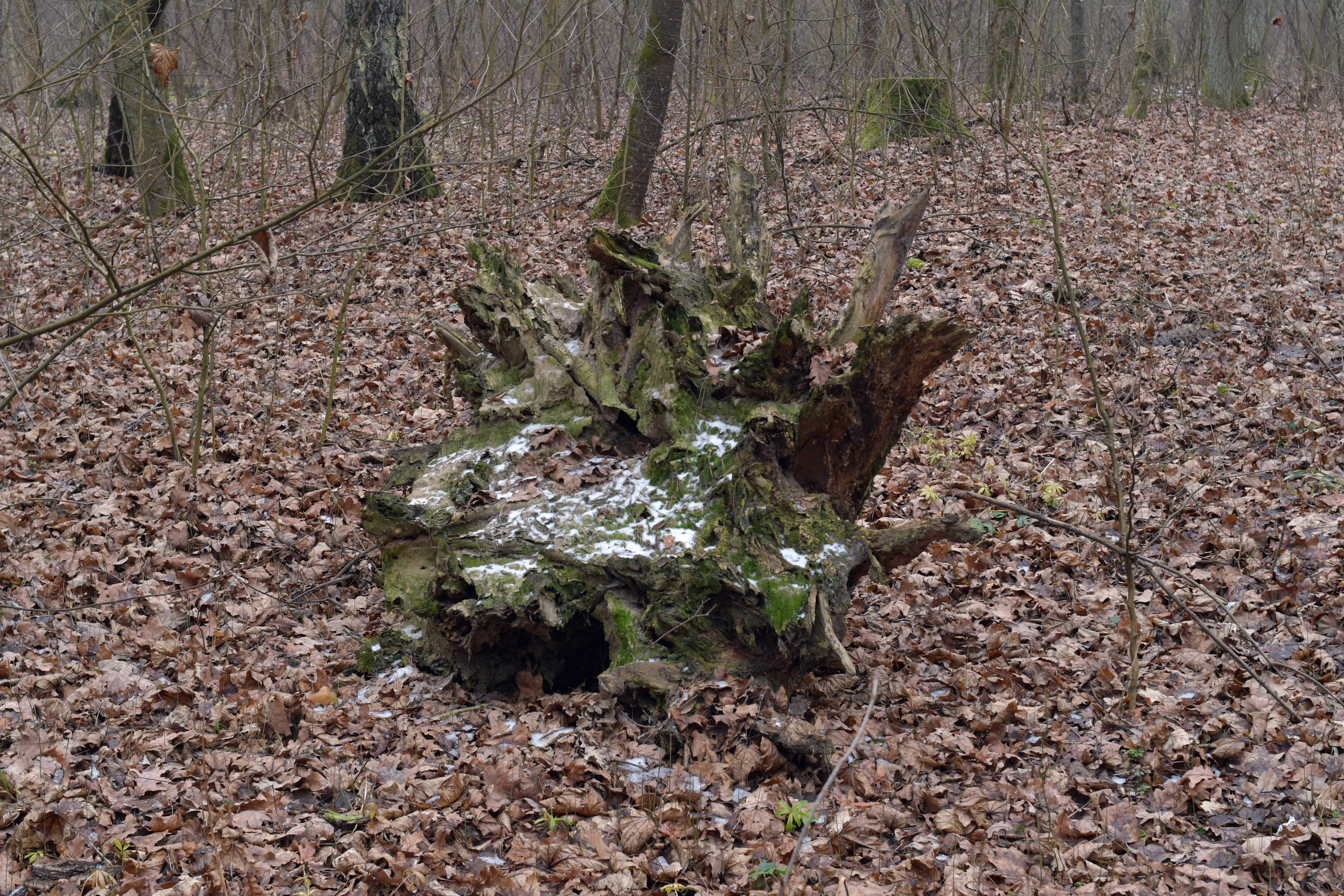